# Raquel Castro
Raquel Castro (New York City, 17 novembre 1994) è un'attrice statunitense diventata famosa per il ruolo di Gertie in Jersey Girl.

## Biografia
È la quarta di cinque figli ed è nata a New York da padre portoricano, Albee Castro, e Kary, un'americana di origini italiane e ebree. Ha due sorelle maggiori, un fratello maggiore e uno minore (David Castro, anch'egli attore) e attualmente vive a Long Island, dove frequenta la Selden Middle School.
La Castro ha debuttato come attrice in un episodio della serie televisiva Squadra emergenza. Successivamente ha fatto parte del cast del film del 2004 Jersey Girl in cui ha recitato la parte della figlia di Ben Affleck e Jennifer Lopez, diretta da Kevin Smith vincendo un Young Artist Award come miglior attrice sotto i 10 anni.
Ha anche partecipato ad un episodio di Law & Order: Unità Speciale (Alien) e in un film indipendente, Little Fugitive. Nel 2006 era nel cast del video musicale della canzone Runaway Love di Ludacris nel ruolo di Nicole, dove interpreta il ruolo di una ragazza che si rende conto di aver subito degli abusi e decide di scappare.
È apparsa nell'episodio 14 della sesta stagione di Blue Bloods.

## Filmografia parziale

### Cinema
- Jersey Girl, regia di Kevin Smith (2004)
- The Ministers (2009)
- Wingin it (2012)
- This Is the Night, regia di James DeMonaco (2021)

### Televisione
- Squadra emergenza - serie televisiva (2002)
- Law & Order: Unità Speciale - serie televisiva (episodio Alien) (2005)

### Videoclip
- Runaway Love (2006)

## Doppiatrici italiane
Nelle versioni in italiano delle opere in cui ha recitato, Raquel Castro è stata doppiata da:
- Virginia Brunetti in Liv e Maddie, Blue Bloods